# Kokkosaari (ö i Södra Savolax, Pieksämäki, lat 62,45, long 26,91)
Kokkosaari är en ö i Finland. Den ligger i sjön Ahveninen och i kommunen Pieksämäki i den ekonomiska regionen  Pieksämäki ekonomiska region  och landskapet Södra Savolax, i den centrala delen av landet, 270 km norr om huvudstaden Helsingfors. Öns area är 0,3 hektar och dess största längd är 80 meter i nord-sydlig riktning.